# Mata de Bule
Mata de Bule es una comunidad en el municipio de Santa María Colotepec en el estado de Oaxaca. Mata de Bule está a 419 metros de altitud. 

## Geografía
Está ubicada a 15° 31' 19.2"  latitud norte y 96° 30' 2.52"  longitud oeste.

## Población
Según el censo de población de INEGI del 2010: la comunidad cuenta con una población total de 293 habitantes, de los cuales 142 son mujeres y 151 son hombres. Del total de la población 206 personas hablan alguna lengua indígena.

## Ocupación
El total de la población económicamente activa es de 86 habitantes, de los cuales 80 son hombres y 6 son mujeres.